# Hippolytus von Gnesen
Hippolytus (gestorben 1027) war Erzbischof von Gnesen bis 1027.
Er wurde nur in den Annales regni Polonorum deperditi erwähnt mit dem Sterbejahr 1027.
Weitere zeitgenössische Nachrichten sind über ihn nicht überliefert.
Jan Długosz berichtete über ihn im 15. Jahrhundert. Diese Angaben sind jedoch unsicher.
Hippolytus trug einen griechischen Namen. Seine Herkunft ist unbekannt.